# 深尾葉子
深尾 葉子（ふかお ようこ、1963年 -　）は、日本の歴史学者、社会学者。東洋史学、人類学を経て、社会生態学、社会生態史、中国社会研究、越境マネジメント論などを手掛ける。魂の脱植民地化研究の提唱者。大阪大学教授。
大阪府高槻市生まれ。
1985年大阪外国語大学中国語科卒業。
1987年大阪市立大学大学院前期博士課程東洋史専攻修了。大阪外国語大学中国語科助手、91年講師、96年助教授。
2007年統合により大阪大学大学院経済学研究科准教授、2018年より同大学院言語文化研究科准教授。2019年同教授。
両親が毛沢東主義者だったため、文化大革命礼讃の教育を受けた。大学教師だった父は1970年に死ぬが、母の再婚相手も毛主義者だったためそれが続いた。
名前の由来は、葉挺の名前に由来する。
小学校の頃は、中国革命演劇紅色娘子軍に熱中し、地元の駅前で行われていた「中国物産展」にも売り子として参加していた。中学生の頃は中国とは距離を置いていたが、1979年に日中友好協会が組織した訪中団に参加し、はじめて訪中した。
近年は「タガメ女」「カエル男」などのキーワードで日本社会を論じ、アメリカ的価値観を批判している。

## 著書
- 『黄砂の越境マネジメントー黄土・植林・援助を問いなおす』大阪大学出版会　2018
- 『魂の脱植民地化とは何か』青灯社　叢書魂の脱植民地化　2012
- 『日本の男を喰い尽くすタガメ女の正体』講談社+α新書　2013
- 『日本の社会を埋め尽くすカエル男の末路』講談社+α新書 2013

### 共著書
- 『香港バリケードー若者はなぜ立ち上がったのか』遠藤誉,安冨歩共著　明石書店　2015
- 『革命の実践と表象』風響社 2009

### 共編著
- 『黄土高原の村 音・空間・社会』井口淳子,栗原伸治共著　古今書院　2000
- 『「満洲」の成立 森林の消尽と近代空間の形成』安冨歩共編　名古屋大学出版会　2009
- 『黄土高原・緑を紡ぎだす人々 「緑聖」朱序弼をめぐる動きと語り』安冨歩共編　風響社　東洋文化研究所叢刊 2010

### 翻訳
- 『現代中国の底流 痛みの中の近代化』橋本満共編訳　行路社　中国の底流シリーズ　1990
- ロイド・E.イーストマン『中国の社会』上田信共訳　平凡社　1994
- ヴァーツラフ・スミル『蝕まれた大地 中国の環境問題』神前進一共訳　行路社　中国の底流シリーズ　1996

## 論文
- Cinii

## 注
1. 1 2  “深尾　葉子 - 株式会社　明石書店”. www.akashi.co.jp. 2021年11月18日閲覧。
2. ↑  『魂の脱植民地化とは何か』